# 모용인
모용인(慕容仁, ? ~ 336년)은 중국 오호십육국 시대의 무장으로, 모용외(慕容廆)의 아들이자 모용황(慕容皝)의 동생이다.

## 생애
319년 모용외(慕容廆)가 동진(東晉)의 최비(崔毖)를 정벌할 당시 정로장군(征虜將軍)으로 임명되어 요동(遼東)에 주둔했으며, 고구려(高句麗)의 미천왕(美川王)이 침공해오자 모용한(慕容翰)과 함께 이를 방어한 뒤 고구려와 화친을 맺게 되었다. 이후 320년 고구려가 다시 요동을 공격하였으나 모용인은 이를 격파하였으며, 321년 모용외가 요동공(遼東公)이 되자 평곽(平郭)으로 이동하였다. 그 뒤 325년 후조(後趙)의 석륵(石勒)이 우문걸득귀(宇文乞得龜)를 포섭해 공격해오자 모용외의 명에 따라 백림(柏林)에 배치되었으며, 우문걸득귀의 형인 우문실발퇴(宇文悉跋堆)를 죽인 뒤 모용외와 함께 우문선비(宇文鮮卑)의 중심지를 점령하고 우문걸득귀를 추격하였다.
이후 333년 모용외의 사후 모용황(慕容皝)이 뒤를 이었으며, 평소 모용황의 견제를 받던 모용한은 단부선비(段部鮮卑)로 망명하였다. 모용인 또한 모용황의 견제를 받았던 관계로 동생인 모용소(慕容昭)와 의논한 뒤 반란을 꽤했으며, 황수(黄水)로 몰래 군사를 이동시켰으나 모용황에게 계획이 발각되어 평곽으로 복귀하였고 모용소는 모용황에게 주살당했다. 그 뒤 모용황은 고후(高詡)를 총사령관으로 임명한 뒤 형제인 모용유(慕容幼), 모용치(慕容稚), 모용군(慕容軍), 모용한(慕容汗)와 함께 모용인을 공격했으며, 모용인은 문성(汶城)에서 이를 상대로 승리를 거둔 뒤 모용유, 모용치, 모용군을 포획한 후 동수(佟壽)의 항복을 받아내었다. 이후 요동성(遼東城)을 사수하던 손기(孫機), 왕영(王永) 등이 차례로 귀순하였으며, 이에 봉혁(封弈)은 모용한과 함께 퇴각하였고 봉추(封抽), 을일(乙逸), 한교(韓矯) 등도 함께 도주하였다.
그 뒤 모용인은 요동 일대를 평정해 단부선비의 단료(段遼) 및 각 선비족들의 지지를 받았으며, 적해(翟楷)를 동이교위(東夷校尉), 방감(龐鑒)을 요동상(遼東相)에 임명한 뒤 스스로 거기장군(車騎將軍) · 평주자사(平州刺史) · 요동공(遼東公)에 올랐다. 이후 모용황은 요동을 재차 침공해 양평(襄平)까지 진격하였으며, 적해와 방감은 도주하였고 모용황은 거취(居就)와 신창(新昌)을 점령하였다. 이에 모용인은 신창 탈환을 위해 공격하였으나 왕우(王寓)에게 패했으며, 우문선비와 단부선비가 모용인을 지원하였으나 장영(張英)이 이를 토벌하였다. 그 뒤 모용황은 동생인 모용평(慕容評)과 함께 창려(昌黎)에서 평곽으로 이동하였으며, 모용인은 모용황과의 결전에서 패배한 뒤 부하의 배신으로 모용황에게 사로잡혀 자결하였다.